# Imatran Pallo-Veikot
Imatran Pallo-Veikot (IPV) är en bobollklubb från Imatra, Finland. Klubben grundades i 1955.
Klubbens herrlag spelar i Superpesis och har vunnit fyra FM-guld (senast 1991).